# Fatoumata Binta Diallo
Hadja Fatoumata Binta Diallo es una política guineana. A lo largo de su carrera, ha ocupado diversos cargos, entre ellos Ministra de Energía y Agua y Ministra de Industria, Pequeñas y Medianas Empresas y Promoción del Sector Privado y fuera del gobierno como presidenta del Foro de Mujeres Parlamentarias de Guinea.

## Trayectoria
Es hija del expresidente de la Asamblea Nacional de Guinea Boubacar Biro Diallo. Fue diputada de la Asamblea Nacional de Guinea por la circunscripción de Koundara y miembro de la Unión de las Fuerzas Democráticas de Guinea.
Formó parte del gabinete de Guinea como ministra de Energía y Agua. En 2015 y 2016 fue Ministra de Industria, Pequeñas y Medianas Empresas y Promoción del Sector Privado con el presidente Alpha Condé. Binta Diallo se pasó a la Asamblea del Pueblo de Guinea en octubre de 2017.
En julio de 2016, fue elegida presidenta del Foro de Mujeres Parlamentarias de Guinea del que anteriormente había sido tesorera. Sus objetivos son mejorar la representación de las mujeres en el parlamento, el gobierno local y el poder judicial de Guinea.
Binta Diallo animó al autor Adnan Qureshi a viajar a Guinea para documentar la epidemia del virus del ébola en África occidental de 2013-1016.